# Blepharipa fusiformis
Blepharipa fusiformis là một loài ruồi trong họ Tachinidae.